# Lee Carroll
Lee Carroll est un auteur américain de littérature New Age dite de channeling. Lee Carroll s'y présente comme un « canal » d'une entité appelée « Kryeon » (ou « Kryon »). Lee Carroll et Jan Tober, sa femme, sont parmi les auteurs à l'origine de la diffusion du concept controversé d'enfant indigo. Selon son éditeur, il a publié 9 livres en 15 langues à 500 000 exemplaires.

## Concepts

### Kryeon
Après avoir été dirigeant d'une entreprise de technique audio pendant 30 ans,, Carroll dit avoir établi une communication avec une entité « au-delà du voile » appelée Kryeon ou Kryon, en 1989. Kryeon est présenté comme une entité du « service magnétique », censée être responsable de la reconstruction de la « grille magnétique de la Terre », dont la reconstruction serait nécessaire en vue de l'évolution de l'humanité.
La théorie du Kryeon est régulièrement pointée du doigt par la Mission interministérielle de vigilance et de lutte contre les dérives sectaires (MIVILUDES).

### Channeling
Dans ses livres, Carroll donne une description de la nature du processus de channeling (à la fois le sien et les autres), selon laquelle, aucun channel  ne serait capable de retransmettre parfaitement les informations reçues, en raison de la nature même de ces informations. Pour Carroll, ces informations ne peuvent être acheminées de manière adéquate dans la réalité spatiotemporelle. Par conséquent, aucune « canalisation » transcrite en mots ou texte ne devrait être prise à la lettre, mais plutôt comme une aide pour régler la perception de l'énergie subtile du message d'origine, transcendant à la réalité ordinaire. Sur la base de ce qui précède, Carroll rejette par avance les critiques d'incohérences logiques dans ses messages et ceux d'autres médiums [réf. nécessaire].

### Autres concepts
Dans ses publications, Kryeon Carroll a élaboré un certain nombre de concepts populaires du New Age : la cocréation, un contrat spirituel, l’empreinte karmique, l’implant karmique, les couches magnétiques de l'ADN humain, les groupes karmiques, la synchronicité, l’Ascension[réf. nécessaire].
Un autre sujet abordé dans plusieurs de ses livres est la transition 2012. Selon Lee Carroll, un message de Kryeon indiquait qu’en  2012, une transition  se produirait au niveau du subconscient de l'énergie archétypale et ouvrirait de nouvelles voies à l'esprit collectif de l'humanité[réf. nécessaire].
Selon Carroll, les messages de Kryeon au sujet de la Terre comprennent, entre autres, que la Terre, Gaïa, étant une entité vivante avec une conscience individuelle, désire coopérer avec les humains. La relation entre la Terre et les humains est décrite  sur la base d’interactions de « champs magnétiques »[réf. nécessaire].
Tout au long de la série des livres Kryeon, le concept de réincarnation est souvent évoqué. Ces livres sont cependant écrits du point de vue occidental, et aucune référence directe aux sources spirituelles orientales n’est faite, tandis que l’optique chrétienne basée sur le mysticisme spirituel de la Bible est omniprésente tant dans la formulation que dans l’expression et le style narratif[réf. nécessaire].

## Critiques
Selon l'UNADFI, l'insistance sur les traits caractéristiques des « enfants indigo » pourraient détourner les adeptes de Kryeon de la médecine classique.
Le CIAOSN (Centre d'information et d'avis sur les organisations sectaires nuisibles) belge a rédigé une note d'information sur les « Enfants indigo ».
À l'heure actuelle, aucune « nouvelle école » spécifiquement destinée aux enfants Indigo n'a vu le jour en France
Depuis 2004, de nombreux médias français (Le Monde de l'éducation, Le Canard enchaîné, le Nouvel Observateur) ont dénoncé les activités de Lee Caroll comme relevant du charlatanisme et de l'abus de faiblesse.
En France, les activités de Lee Caroll et de ses adeptes sont suivies par la Mission interministérielle de vigilance et de lutte contre les dérives sectaires (MIVILUDES).

## Note
1. ↑  
Éditions Ariane, « Lee carroll », sur ariane.qc.ca (consulté le 23 octobre 2010)
2. ↑  "Don't Think Like a Human: Channelled Answers to Basic Questions" (1994), 288 pages,  (ISBN 978-0963630407)
3. ↑  "Alchemy of The Human Spirit: A Guide To Human Transition into the New Age" (1995), 376 pages,  (ISBN 0-9636304-8-2)
4. ↑  "The Parables of Kryon" (1996), 141 pages,  (ISBN 978-1561706631)
5. 1 2  « Les dérives sectaires dans le domaine de la santé », sur derives-sectes.gouv.fr.
6. ↑  Union Nationale des Associations de Défense des Familles et de l’Individu Victimes de Sectes
7. ↑  
CIAOSN  Centre fédéral belge d'information sur les sectes, « dérives sectaires en matière de santé, p.4 », sur ciaosn.be (consulté le 23 octobre 2010)
Certains parents désemparés par l’hyperactivité de leur enfant sont séduits par la théorie des « enfants indigo ». Cette théorie leur fait miroiter que leur enfant, d’origine « cosmico-divine », souffre plus d’inadaptation à notre monde que d’une maladie qui doit être traitée par des médecins.»
8. ↑   "Du côté de l'éducation nationale, un haut fonctionnaire veut calmer le jeu : "Il n'existe, à notre connaissance aucun établissement privé hors contrat répertorié "indigo" ou kryeon" mais nous restons très attentifs" Le Monde de l'éducation, novembre 2004.